# Garnwinde

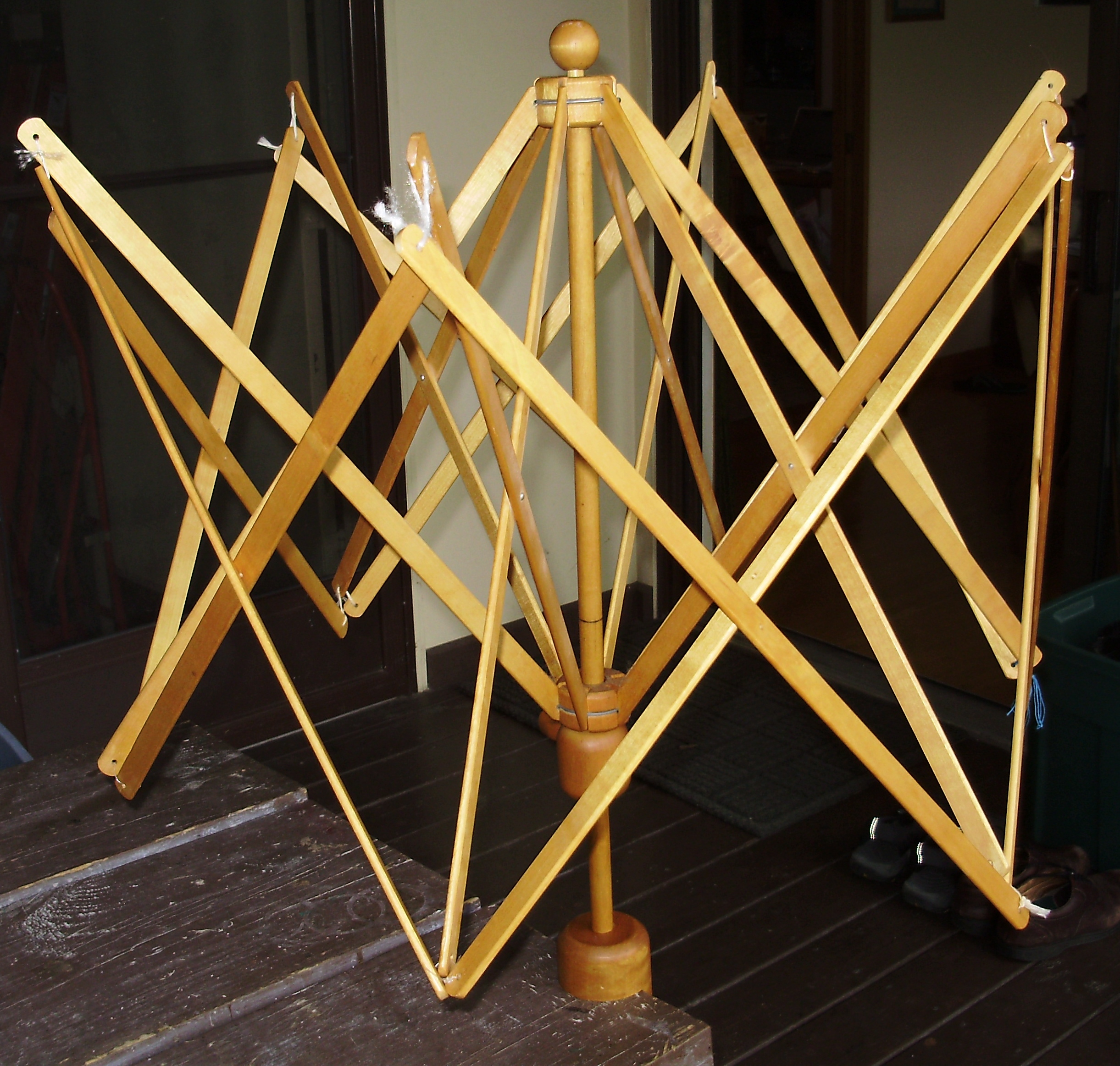
Schirmhaspel, ausgezogen

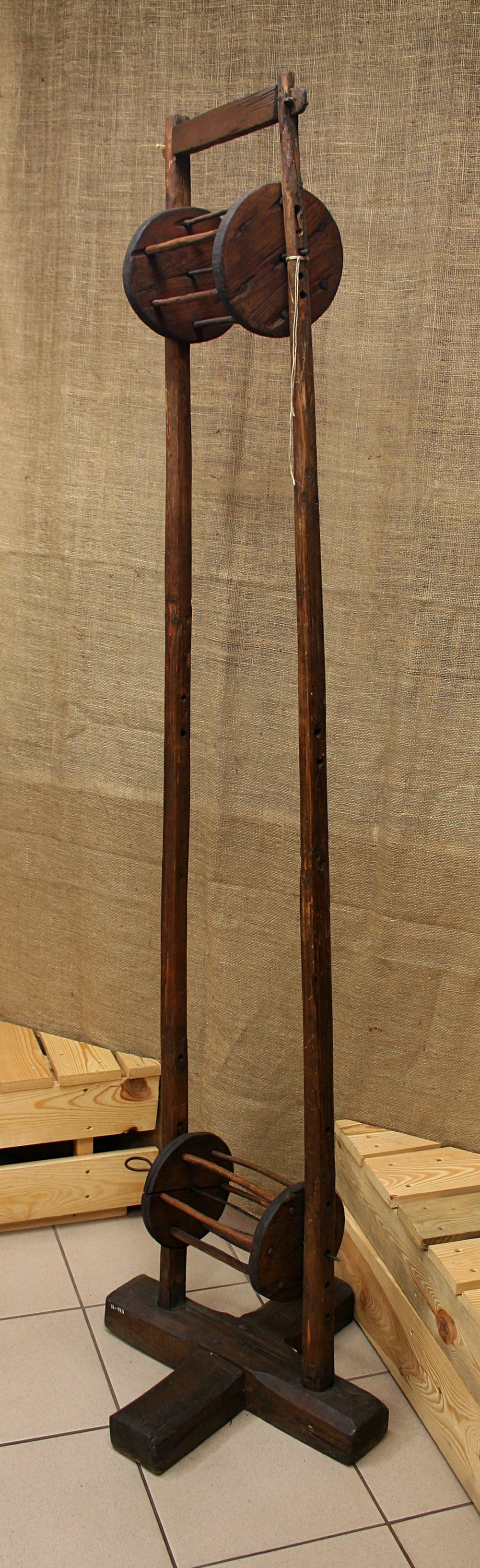
Rollenhaspel

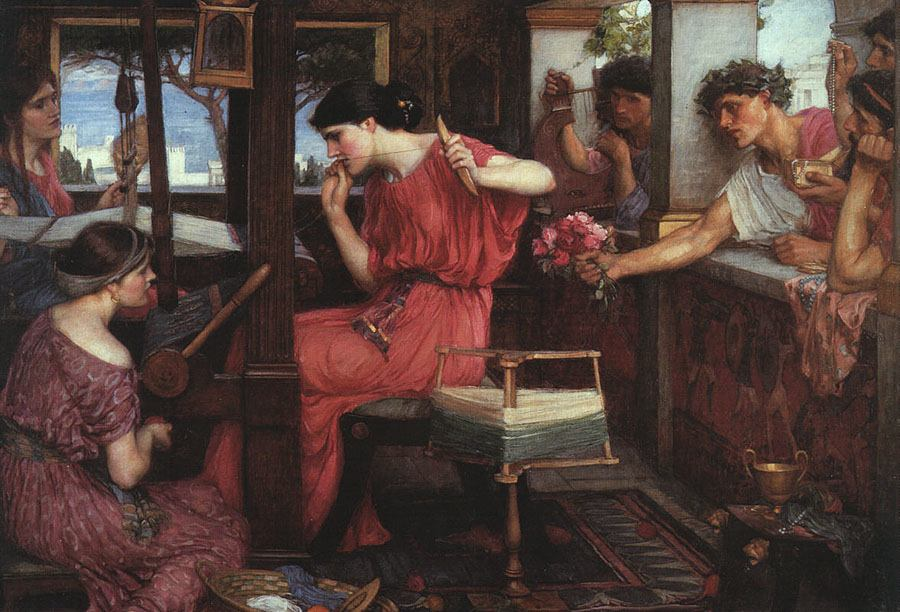
Einfache freistehende Garnwinde, John William Waterhouse: Penelope und die Freier (1912)

Sogenannte „Karbolzer“-Garnwinde zum Abspulen mit dem Spulrad

Eine Garnwinde ist ein technisches Hilfsmittel, das beim Ab- und Umspulen und Abwickeln von Garn in Strangenform eingesetzt wird.

## Allgemeines
Im Gegensatz zur Funktion einer Haspel, deren Umfang festgelegt ist und die dem Aufwickeln von Garn dient, muss eine Garnwinde in ihrem Umfang variabel sein, um Stränge verschiedener Länge aufnehmen zu können. Garnwinden werden in der Hand- und Haus-Weberei und in der Strickerei eingesetzt, um Spulen zu füllen oder Knäule herzustellen.
Um einen Strang überhaupt auf die Garnwinde auflegen zu können, ist es erforderlich, ihre Einzelteile in irgendeiner Weise zusammenzuschieben und dann auf das erforderliche Maß auszuziehen und zu fixieren.
Dafür sind verschiedene Formen in Gebrauch, die verwirrenderweise im normalen Sprachgebrauch als „Haspel“ bezeichnet werden:

## Schirmhaspel
Eine ähnlich einem Regenschirm konstruierte Form, die besonders für den Hausgebrauch in der Strickerei und Handspinnerei verwendet wird. Eine Schirmhaspel wird üblicherweise an einen Tisch angeschraubt und läuft horizontal ab.

## Rollenhaspel
Rollenhaspeln sind eine eigenständig auf dem Fußboden stehende Form, die aus zwei hölzernen, drehbar gelagerten Zylindern von 10 bis 20 cm Durchmesser besteht. Beide Rollen sind unabhängig voneinander auf einem vertikalen Träger verschiebbar und fixierbar. Das Garn läuft hier vertikal ab. Rollenhaspeln werden überwiegend in der Handweberei eingesetzt. Sie sind am variabelsten, was die Länge der verwendbaren Stränge betrifft, und laufen am ruhigsten.

## Weitere
- Eine abweichende Form einer Garnwinde besteht aus vier pyramidenförmig auseinanderstrebenden Leisten, die fest um eine drehbare Mittelachse montiert sind. Dadurch können Stränge verschiedener Länge einfach von oben aufgelegt werden. Das Ablaufen erfolgt horizontal.
- Sehr alt ist ein Kreuz aus zwei Leisten auf einem freistehenden Unterteil. Die senkrechten Holme können in verschiedene Bohrlöcher auf den Leisten eingesetzt werden.
- Eine kompliziertere Konstruktion stellen die sogenannten Karbolzer dar, die aus mindestens zwei, oft drei Leiter-ähnlichen Bestandteilen bestehen, die ineinander geklappt werden können und vertikal ablaufen. Der rotierende Geräteteil kann aus dem Untergestell herausgehoben werden, wird zum Auflegen des Stranges zusammengeklappt, dann auseinandergedrückt und arretiert. Der Umfang wird durch herausnehmbare Sprosse reguliert[1].

## Geschichte
Garnwinden sind im 13. Jahrhundert zusammen mit dem Standwebstuhl, dem Spulrad und dem Spinnrad sowie weiterem Webzubehör aus dem Orient eingeführt worden. Eine einfache Form einer Garnwinde ist z. B. bereits etwa 1310 im Le Livre des Métiers d'Ypres abgebildet.